# Ross Detwiler
Ross Emery Detwiler (né le 6 mars 1986 à Saint-Louis, Missouri, États-Unis) est un lanceur gaucher de la Ligue majeure de baseball.

## Carrière

### Nationals de Washington

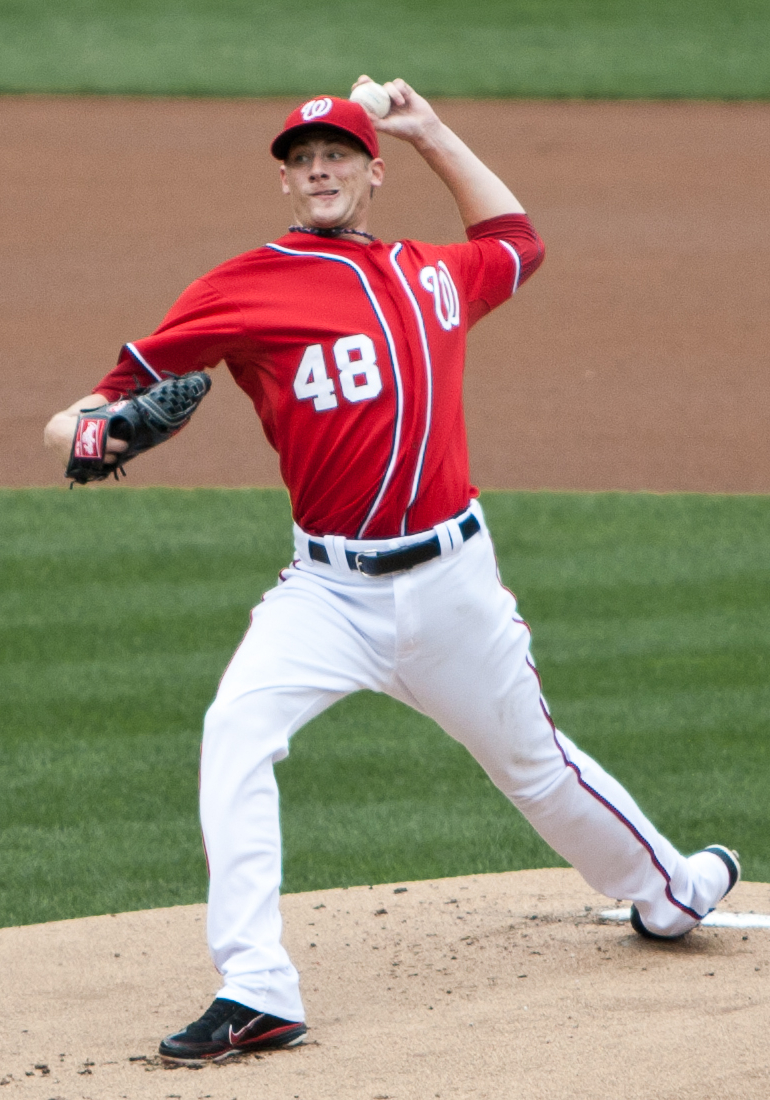
Ross Detwiler en 2011 avec Washington.

Après des études secondaires à la Holt High School de Wentzville (Missouri), Ross Detwiler suit des études supérieures à la Missouri State University où il porte les couleurs des Missouri State Bears de 2005 à 2007.  
Detwiler est repêché le 7 juin 2007 par les Nationals de Washington au premier tour de sélection (sixième choix). Il perçoit un bonus de 2,15 millions de dollars à la signature de son premier contrat professionnel le 6 juillet 2007. 
Il fait ses débuts dans les majeures dès le 7 septembre 2007, à peine deux mois après avoir signé un contrat avec la franchise. Il ne lance qu'une seule manche en relève pour les Nationals, sans accorder de point, et il retire sur des prises un frappeur des Braves d'Atlanta.
En 2008, le jeune gaucher poursuit son apprentissage en ligue mineure.
Il effectue quelques séjours chez les Nationals en 2009. Il lance 15 parties, dont 14 en relève. Il ne remporte qu'une victoire contre six défaites pour l'équipe de dernière place, affichant une moyenne de 5 points mérités par partie en 75,2 manches lancées. 
En 2010, sa fiche est de 1-3 avec une moyenne de points mérités de 4,25 en 29 manches et deux tiers avec Washington.
En 2011, il n'accorde que 3 points mérités par partie en 66 manches lancées. Il est envoyé 10 fois au monticule comme lanceur partant des Nationals et 5 fois comme releveur. Il remporte 4 victoires et subit 5 défaites.
Detwiler évolue pour Washington jusqu'à la fin de la saison 2014, surtout et parfois même exclusivement comme lanceur partant dans toutes ces campagnes, sauf la dernière. En 7 ans, il dispute 132 matchs des Nats, en débutant 69. Sa moyenne de points mérités se chiffre à 3,82 en 471 manches au monticule, avec 285 retraits sur des prises, 20 victoires, 32 défaites et un sauvetage. Il mérite 10 victoires en 2012 lorsqu'il débute 27 des 33 parties qu'il dispute. En 2014, il n'est que releveur et joue 47 matchs, accordant en moyenne 4 points mérités par partie au terme de 63 manches de travail. Durant ces années, Washington se qualifie deux fois pour les séries éliminatoires mais Detwiler n'entre en jeu qu'une seule fois : il n'alloue qu'un point sur 3 coups sûrs aux Cardinals de Saint-Louis dans le 4e match de leur Série de divisions 2012 de la Ligue nationale et quitte sur un pointage égal de 1-1 dans un match que les Nats remportent finalement.

### Rangers du Texas

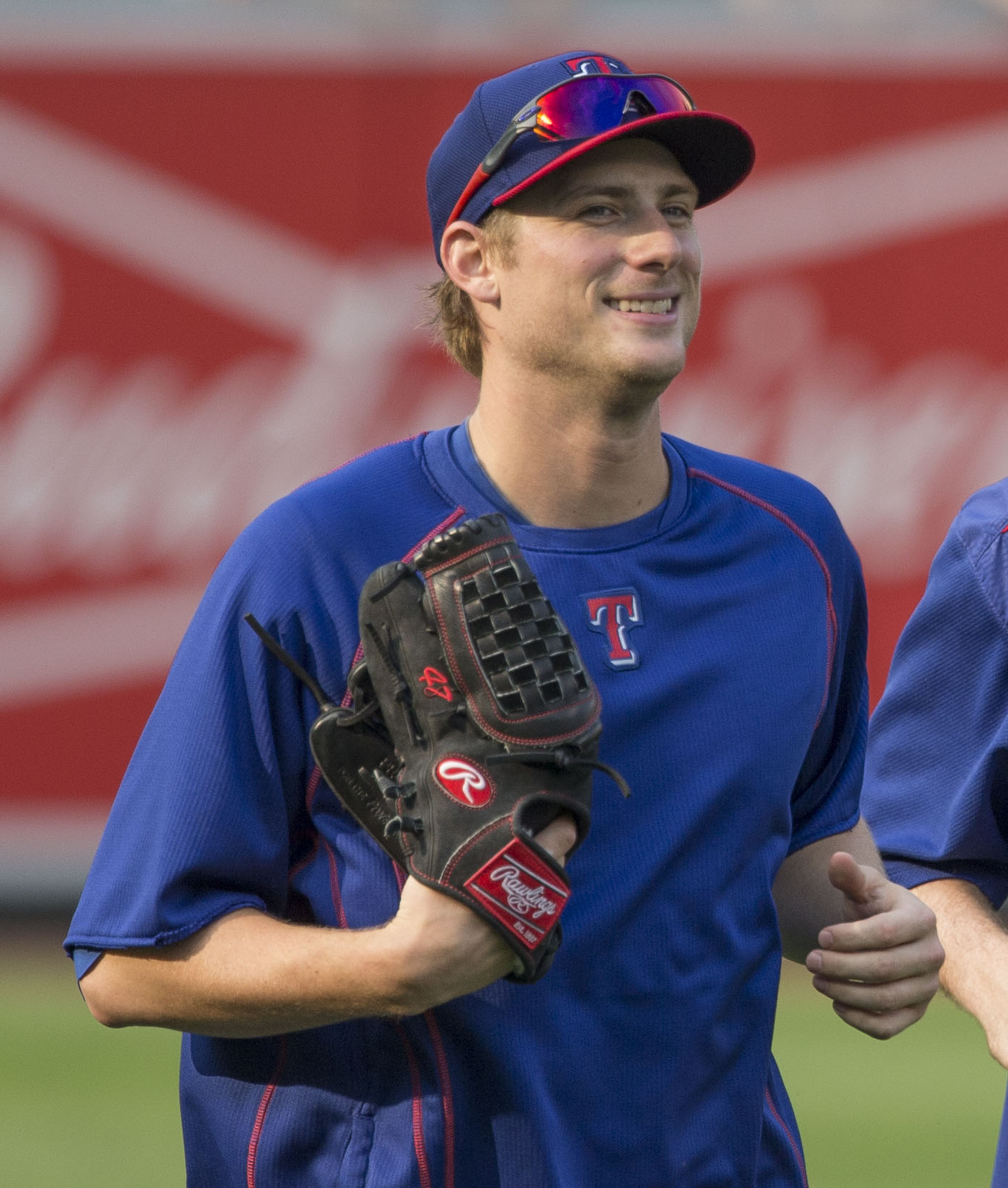
Ross Detwiler en juin 2015 avec les Rangers du Texas.

Le 12 décembre 2014, les Nationals échangent Ross Detwiler aux Rangers du Texas contre deux joueurs de ligues mineures : le deuxième but Christopher Bostick et le lanceur droitier Abel De Los Santos.
En 7 départs, 10 présences en relève et un total de 43 manches lancées, Detwiler affiche une moyenne de points mérités de 7,12 avec 5 défaites chez les Rangers. Il est libéré de son contrat le 15 juillet 2015.

### Braves d'Atlanta
Il est engagé par les Braves d'Atlanta le 17 juillet 2015.

### Indians de Cleveland
Le 22 décembre 2015, Detwiler signe un contrat des ligues mineures avec les Indians de Cleveland.

### Athletics d'Oakland
Le 17 juillet 2016, Detwiler est transféré aux Athletics d'Oakland et envoyé aux Sounds de Nashville en ligue mineure (Ligue de la côte du Pacifique, AAA). Il débute pour Oakland le 10 août 2016 contre les Orioles de Baltimore et ne concède pas un point en huit manches pour une victoire 1-0 de son équipe.

## Statistiques
| Saison | Équipe     | G  | GS | CG | SHO | V | D | SV | IP    | SO | ERA  |
| ------ | ---------- | -- | -- | -- | --- | - | - | -- | ----- | -- | ---- |
| 2007   | Washington | 1  | 0  | 0  | 0   | 0 | 0 | 0  | 1.0   | 1  | 0,00 |
| 2009   | Washington | 15 | 14 | 1  | 0   | 1 | 6 | 0  | 75.2  | 43 | 5,00 |
| 2010   | Washington | 8  | 5  | 0  | 0   | 1 | 3 | 0  | 29.2  | 17 | 4,25 |
| Totaux | Totaux     | 24 | 19 | 1  | 0   | 2 | 9 | 0  | 106.1 | 61 | 4,74 |

Note: G = Matches joués ; GS = Matches comme lanceur partant ; CG = Matches complets ; SHO = Blanchissages ; 
V = Victoires ; D = Défaites ; SV = Sauvetages ; IP = Manches lancées ; SO = retraits sur des prises ; ERA = Moyenne de points mérités.